# Crazy Taxi
Crazy Taxi (яп. クレイジータクシー Кюрэйдзи: Такуси, с англ. — «Безумное такси») — видеоигра в жанре автосимулятора, разработанная компанией Hitmaker и издана Sega в 1999 году для игровых автоматов Sega Naomi. Впоследствии игра была портирована на множество платформ и входила в состав нескольких сборников.
Действие Crazy Taxi происходит в калифорнийском городе Сан-Франциско. От игрока требуется перевозить пассажиров и довезти их в пункт назначения за определённое время, выполняя различные манёвры на дороге для большего получения денег. Существует также возможность проходить мини-игры и обучение.
Crazy Taxi была положительно оценена критиками и имела коммерческий успех. Журналисты хвалили игру за необычный игровой процесс, графику и музыкальное сопровождение, но в качестве недостатков упоминались мелкие графические недоработки и слова, произносимые главными героями. Игра не раз переиздавалась в статусе «бестселлера». В 2001 году было выпущено продолжение — Crazy Taxi 2.

## Игровой процесс

Игрок перевозит пассажира по городу. В центре экрана указано время, за которое игрок должен довезти человека в пункт назначения

Crazy Taxi является трёхмерным аркадным автосимулятором. Действие игры происходит в городе Сан-Франциско. Главная задача игрока — довезти пассажира в пункт назначения как можно быстрее. По пути водитель может устраивать различные трюки на дороге, чтобы клиент заплатил ещё больше денег за поездку. А чтобы игрок не запутался в выборе правильного маршрута, сверху на экране появляется большая стрелка зелёного цвета. После того, как таксист прибыл на конечную остановку, он должен остановиться внутри мигающей зоны. После каждой поездки показывается общая стоимость поездки и ставится один из четырёх рангов: быстрый (англ. Speedy), обычный (англ. Normal), медленный (англ. Slow) и плохо (англ. Bad), причём последний ставится в том случае, когда игрок не успел вовремя отвезти пассажира.
В меню представлено несколько режимов: гонка на время, аркада и мини-игра «Crazy Box» (доступная только для консольных версий игры). Здесь игра (кроме «Crazy Box») будет продолжаться до тех пор, пока не истечёт определённое количество времени. В аркадном режиме сначала даётся одна минута для поиска пассажира, однако она будет увеличиваться благодаря собранным игроком бонусам. «Crazy Box» представляет собой сборник мини-игр, в котором есть обучение, благодаря которому можно попрактиковаться в езде на машине и в перевозке людей, и поиграть в различные виды спорта.

## Разработка и выход игры

Аркадный автомат Crazy Taxi

Игра была разработана подразделением компании Sega Hitmaker. Создателем Crazy Taxi стал дизайнер Кэндзи Канно, выступивший в роли продюсера и руководителя. По его словам, в новом для него проекте он хотел показать все трудности работы обычного таксиста. Руководитель также хотел отказаться от метода «100 иен за 3 минуты», применяемого в аркадных играх того времени. А чтобы «позволить игроку играть дольше», разработчики решили создать мини-игру «Crazy Box» и увеличить город для консольных версий. Важной особенностью Crazy Taxi является игровой процесс. В отличие от других автосимуляторов, для игры была придумана система навигации, которая помогает игроку в поиске конечного пункта. Этот метод был позже запатентован Sega в 2001 году, однако он впервые использовался в Harley-Davidson & L.A. Riders, изданной в 1997 году.
В создании музыки принимали участие группы Bad Religion и Offspring. Их музыка звучит на аркадных автоматах и портах для Dreamcast, PlayStation 2, GameCube, Android и iOS. В других версиях из-за проблем с авторским правом звучат другие песни разных групп. Также в игре используется скрытая реклама различных компаний: Pizza Hut, Tower Records, Fila, Levi’s и Kentucky Fried Chicken.
Впервые релиз Crazy Taxi состоялся в 1999 году. Программное обеспечение работало на системе Sega Naomi. Первоначально издателем выпускалась версия с сидением, но позже вышла вертикальная версия без кресла. В течение следующих нескольких лет игра была портирована на консоли Dreamcast, GameCube, PlayStation 2 и Windows.
В июне 2010 года состоялся анонс о выпуске новой версии Crazy Taxi. Она доступна только через сервисы Xbox Live Arcade и PlayStation Network. Эта версия изначально была доступна в разрешении 4:3, то есть на больших телевизорах во время прохождения сбоку отображались синие полосы, так называемые «шторки». Однако позже Sega исправила этот недостаток. Релиз портированной версии игры для консолей седьмого поколения состоялся осенью 2010 года. Издательство также планировало выпустить свой проект на Zeebo, но выход не состоялся. В феврале 2011 года Crazy Taxi была включена в сборник Dreamcast Collection. В октябре 2012 года игра была издана для операционной системы iOS, а на следующий год — на Android.

## Оценки и мнения
| Сводный рейтинг       | Сводный рейтинг | Сводный рейтинг | Сводный рейтинг | Сводный рейтинг | Сводный рейтинг | Сводный рейтинг | Сводный рейтинг | Сводный рейтинг |
| Издание               | Оценка          | Оценка          | Оценка          | Оценка          | Оценка          | Оценка          | Оценка          | Оценка          |
| Издание               | Аркады          | Dreamcast       | GC              | iOS             | PC              | PS2             | PS3             | Xbox 360        |
| --------------------- | --------------- | --------------- | --------------- | --------------- | --------------- | --------------- | --------------- | --------------- |
| GameRankings          | N/A             | 90,19 %         | 70,46 %         | N/A             | 55,67 %         | 78,72 %         | 64,33 %         | 61,68 %         |
| Metacritic            | N/A             | N/A             | 69/100          | N/A             | N/A             | 80/100          | 60/100          | 59/100          |
| MobyRank              | N/A             | 88/100          | 75/100          | N/A             | 71/100          | 79/100          | N/A             | 64/100          |
| Иноязычные издания    |                 |                 |                 |                 |                 |                 |                 |                 |
| Издание               | Оценка          | Оценка          | Оценка          | Оценка          | Оценка          | Оценка          | Оценка          | Оценка          |
| Издание               | Аркады          | Dreamcast       | GC              | iOS             | PC              | PS2             | PS3             | Xbox 360        |
| 1UP.com               | N/A             | N/A             | N/A             | N/A             | N/A             | N/A             | D               | D               |
| AllGame               | [ 2 ]           | [ 35 ]          | [ 36 ]          | [ 37 ]          | [ 38 ]          | [ 39 ]          | [ 40 ]          | [ 41 ]          |
| EGM                   | N/A             | 9,12/10         | N/A             | N/A             | N/A             | 8/10            | N/A             | N/A             |
| Eurogamer             | N/A             | N/A             | N/A             | N/A             | N/A             | N/A             | 3/10            | 3/10            |
| Famitsu               | N/A             | 34/40           | N/A             | N/A             | N/A             | 30/40           | N/A             | N/A             |
| Game Informer         | N/A             | 8,75/10         | N/A             | N/A             | N/A             | 8,25/10         | N/A             | N/A             |
| GamePro               | N/A             | [ 42 ]          | [ 47 ]          | N/A             | N/A             | [ 43 ]          | N/A             | [ 48 ] [ 49 ]   |
| GameRevolution        | N/A             | B+              | B+              | N/A             | N/A             | B+              | N/A             | N/A             |
| GameSpot              | N/A             | 8,7/10          | 4/10            | N/A             | 5,4/10          | 7,8/10          | N/A             | N/A             |
| GameSpy               | N/A             | 9/10            | N/A             | N/A             | N/A             | 8/10            | N/A             | N/A             |
| GameZone              | N/A             | N/A             | 9/10            | N/A             | N/A             | 9,5/10          | 7/10            | 7/10            |
| IGN                   | N/A             | 9,6/10          | 6,9/10          | N/A             | N/A             | 7,1/10          | 6/10            | 6/10            |
| Nintendo Power        | N/A             | N/A             | 3,3/5           | N/A             | N/A             | N/A             | N/A             | N/A             |
| Nintendo World Report | N/A             | N/A             | 7/10            | N/A             | N/A             | N/A             | N/A             | N/A             |
| OXM                   | N/A             | N/A             | N/A             | N/A             | N/A             | N/A             | N/A             | 6/10            |
| PC Gamer (UK)         | N/A             | N/A             | N/A             | N/A             | 64/100          | N/A             | N/A             | N/A             |
| VideoGamer            | N/A             | N/A             | N/A             | N/A             | N/A             | N/A             | 6/10            | 6/10            |
| Русскоязычные издания |                 |                 |                 |                 |                 |                 |                 |                 |
| Издание               | Оценка          | Оценка          | Оценка          | Оценка          | Оценка          | Оценка          | Оценка          | Оценка          |
| Издание               | Аркады          | Dreamcast       | GC              | iOS             | PC              | PS2             | PS3             | Xbox 360        |
| Absolute Games        | N/A             | N/A             | N/A             | N/A             | 65 %            | N/A             | N/A             | N/A             |
| «Игромания»           | N/A             | N/A             | N/A             | N/A             | 4,5/10          | N/A             | N/A             | N/A             |
| «Страна игр»          | N/A             | 6,5/10          | 6,5/10          | N/A             | 6,5/10          | 6,5/10          | N/A             | N/A             |

### Оценки версии для аркадных автоматов и Dreamcast
После выхода Crazy Taxi получила высокие оценки от критиков. Критики из сайта Allgame поставили обеим версиям игры 4 с половиной звезды из 5 возможных. В самом начале обзора Брэд Кук советует владельцам консоли Dreamcast приобрести Crazy Taxi, потому что она подходит для тех игроков, которые играют от силы 5 или 10 минут. Геймплей рецензент назвал «простым», но взрывоопасным, а музыкальное сопровождение, созданное группами Offspring и Bad Religion, помогает игроку «получить заряд адреналина». Недостатки, которые присутствуют в проекте, по словам Кука, незначительны: иногда пассажиры проходят через машину, есть кривой режим обучения, а в небольшом игровом мире не хватает улицы Ломбард-стрит, известной в первую очередь благодаря своей изогнутой форме. Однако эти причины критик связывает с занятостью разработчиков, которые работали над продолжением.
Обозреватель из GameSpot также рекомендовал всем игрокам купить Crazy Taxi и добавил, что игра выглядит по качеству намного лучше, чем его оригинал на аркадных автоматах, но сделал несколько замечаний по поводу мелких недоработок и «странных» фраз главных героев. По словам Джеффа Герстмана, причиной ошеломляющего успеха проекта стала его простота, и благодаря этому многие игроки долго не забудут о хите.
Высокую оценку игре также дал рецензент сайта IGN — 9,6 балла из 10 возможных. Брэндон Джастикс в своём обзоре похвалил дизайнеров уровней и персонажей, и назвал их самыми талантливыми. Он также отметил, что с популярностью Crazy Taxi сравнится лишь только файтинг Soulcalibur, который также получил положительные отзывы.

### Оценки версии для PlayStation 2, GameCube и ПК
Портированная версия игры для PlayStation 2, GameCube и ПК получила в основном положительные отзывы от сайтов и игроков. Обозреватель из Allgame поздравил владельцев консолей от Sony с выходом Crazy Taxi, потому что она даёт возможность познакомиться с одной из классических игр Sega. Однако прохладно к этому событию отнёсся представитель из IGN. Он выдвинул предположение, что релиз был связан со стремлением издательства увеличить свой доход от продаж. Но тем не менее работа над игрой, по словам Дэвида Здурко, проделана «на ура».
Однако не все обозреватели высоко оценили выход портированной на консоли и компьютеры Crazy Taxi. Например, критик Nomad из Absolute Games сделал вывод, что издателю «нехорошо портировать морально устаревшую игру, прилагая ноль усилий к улучшению качества графики», однако «простенькая, но залихватская аркадка „про таксистов“ в этой ситуации — лучшее средство от скуки». Похожее мнение оставил Джефф Герстманн из GameSpot; он назвал решение Acclaim выпустить игру на GameCube простым способом выжать побольше денег с продукта двухлетней давности. В отличие от своих коллег из сайтов Allgame и IGN, рецензент в своём обзоре решил сравнить версию игры для Dreamcast и порт. Он отметил, что в процессе программирования появились небольшие «шероховатости», которых не было в оригинале, — тугое управление и постоянная вибрация машины, ощущение которой передаётся через геймпад. Подводя итог, критик не советовал приобретать Crazy Taxi тем, у кого она есть уже на консоли от Sega, так как оригинал остаётся самым лучшим.

### Оценки версии для PlayStation 3, Xbox 360 и iOS
Рецензенты неоднозначно встретили релиз Crazy Taxi на консолях седьмого поколения и операционной системе iOS. Критика шла в основном за изменённый саундтрек и отсутствия значительных улучшений. Обозревательница Хиллари Гольштейн хотя и назвала выход Crazy Taxi в Xbox Live «безумным порывом веселья» и похвалила за портированние оригинала, но отметила, что отсутствие оригинальной музыки отбивает желание проходить гонку.
В обзоре Стив Хаск из 1UP.com сравнил порт с Sonic Adventure, который был также издан в 2010 году. По его словам, новая версия Crazy Taxi работает лучше, чем игра про Соника, но и она страдает от многочисленных недостатков — он привёл в пример размытые текстуры, неудобное управление, «квадратных пешеходов и транспортные средства» и т. д. В конце обзора критик посоветовал Sega, если издатель продолжит портировать свои старые проекты, хотя бы уделять побольше внимания к своим разработкам.
Однако, несмотря на сдержанные отзывы, критики положительно отметили стремление Sega ничего не изменять в порте, оставив его похожим на оригинал, изданный на Dreamcast. Тем не менее, многие сайты хотели бы видеть значительные улучшения, которые не сильно бы повлияли на игровой процесс.

### Продажи
Игра не раз получала статус «бестселлера». Больше миллиона копий Crazy Taxi было продано по всему миру для консолей Dreamcast, ещё лучше продажи шли у версии для PlayStation 2 — 2,5 миллиона копий; 500 тысяч копий было продано для GameCube. По данным на январь 2011 год, версия игры для Xbox Live была скачана 100 тысяч раз. Летом 2018 года, благодаря уязвимости в защите Steam Web API, стало известно, что точное количество пользователей сервиса Steam, которые играли в игру хотя бы один раз, составляет 148 830 человек.

### Влияние
Успех Crazy Taxi побудил Sega выпустить несколько продолжений. В 2001 году на Dreamcast была издана Crazy Taxi 2, а через год на аркадных автоматах, Xbox и PC — Crazy Taxi 3: High Roller. Для портативной консоли Game Boy Advance компаниями THQ и Graphic State Games была создана игра Crazy Taxi: Catch a Ride. В 2007 году для PlayStation Portable состоялся релиз Crazy Taxi: Fare Wars — сборника, в который входят первые две части франшизы.
Благодаря популярности многие разработчики использовали элементы игрового процесса Crazy Taxi в своих проектах, например, при создании игры The Simpsons: Road Rage. Из-за этого в 2003 году Sega подала на создателей игры про Симпсонов в суд из-за нарушений авторских прав и патентов, но этот процесс был урегулирован мирным путём. Проект Emergency Mayhem, созданный после судебного процесса, также полностью использует игровую механику Crazy Taxi.